# Aleksandr Marenič
Aleksandr Igorevič Marenič (in russo Александр Игоревич Маренич?; Zernograd, 29 aprile 1989) è un ex calciatore russo, di ruolo attaccante.